# Semiothisa separataria
Semiothisa separataria är en fjärilsart som beskrevs av Heinrich Benno Möschler 1881. Semiothisa separataria ingår i släktet Semiothisa och familjen mätare. Inga underarter finns listade i Catalogue of Life.